# وزارة المالية وترويج الاستثمار (زيمبابوي)
وزارة المالية وترويج الاستثمار، والمعروفة سابقًا باسم وزارة المالية والتنمية الاقتصادية، هي وزارة حكومية مسؤولة عن اقتصاد زيمبابوي. وزير المالية الحالي هو متولي نكوبي. بينما نائب الوزير هو ديفيد كوداكواشي منانجاجوا.
تشرف وزارة المالية على بنك الاحتياطي الزيمبابوي، وهيئة الإيرادات الزيمبابوية، وصندوق موتابا للاستثمار. يقع مقرها الرئيسي في وزارة الخزانة في المجمع الحكومي الجديد في هراري.

## أنظر أيضا
- اقتصاد زيمبابوي